# Chiouni
Chiouni (auch: Chioni, Tchouni) ist ein Weiler in der Landgemeinde Damagaram Takaya in Niger.

## Geographie
Chiouni befindet sich rund 13 Kilometer östlich des Hauptorts Damagaram Takaya der gleichnamigen Landgemeinde und des gleichnamigen Departements Damagaram Takaya, das zur Region Zinder gehört. Zu den Siedlungen in der näheren Umgebung zählen Raffa im Südosten und Zarnouski im Südwesten.
Der Weiler liegt im Zentrum des Tchouni-Komplexes, einer geologischen Formation mit einem Durchmesser von etwa drei Kilometern. Das geologische Alter des Komplexes liegt im Bereich von 330 ± 3 bis 302 ± 9 mya und damit im Karbon. Chiouni ist Teil der Übergangszone zwischen Sahara und Sahel. Die durchschnittliche jährliche Niederschlagsmenge beträgt hier zwischen 200 und 300 mm.

## Bevölkerung
Bei der Volkszählung 2012 hatte Chiouni 82 Einwohner, die in 15 Haushalten lebten. Bei der Volkszählung 2001 betrug die Einwohnerzahl 23 in 4 Haushalten.
Die Bevölkerungsdichte in diesem Gebiet ist mit 10 bis 20 Einwohnern je Quadratkilometer relativ gering.

## Wirtschaft und Infrastruktur
Chiouni liegt in einem Gebiet des Übergangs zwischen der Naturweidewirtschaft des Nordens und des Ackerbaus des Südens, was zu Landnutzungskonflikten führt. Die 187,5 Kilometer lange Nationalstraße 34 zwischen der Nationalstraße 11 und Gouré verläuft südlich von Chiouni. Es handelt sich um eine einfache Erdstraße.